# فرانسوا بيكار
فرانسوا بيكار (بالفرنسية: François Picard)‏ هو سائق سيارة سباق ومهندس فرنسي، ولد في 26 أبريل 1921 في وييوفرانش سور سئون في فرنسا، وتوفي في 29 أبريل 1996 في نيس في فرنسا.